# 파닉스
파닉스(phonics)는 단어가 가진 소리, 발음을 배우는 교수법이다. 예를 들어  파닉스에서는 발음 /ㅋ/ 는 c, k, ck 의 어떤 것으로 쓰여진다. 이와 같이, 어떤 발음이 어느 문자군과 결합되어 있는지를 알려주는 교수법이다. 그리고 그 문자의 발음을 조합해 모르는 단어의 올바른 발음을 구성하는 방법을 배우는 학습법이다. 초성, 중성, 종성으로 구성된 한국어에서는 각각의 낱글자가 문자그대로의 발음이 나며, /가/, /나/, /다/라는 문자 또는 받침이 조합되어 어떻게 소리나는지를 가르치는 학습법을 파닉스라고 한다. 한국어의 음절은 앞의 받침이나 두음법칙과 같이 단어의 위치와 관련된 단순한 법칙을 제외하고는 그대로의 소리를 가지고 있으므로 별도의 파닉스 학습이 필요하지 않다.

## 영어 파닉스
파닉스는 아이에게 읽는 법을 가르치기 위해서 넓게 이용되고 있는 방법이다. 아이는 통상, 5세나 6세경에 파닉스를 배우기 시작한다. 파닉스를 이용해 영어 읽기를 가르치려면, 아이가 발음과 문자의 패턴과의 대응을 배울 필요가 있다.
영어를 처음 접하는 아동에게 유익한 교수 방법이다.파닉스의 지도에는 여러 가지 교수법이 있으며, 신스테틱 파닉스(synthetic phonics), 애널리틱 파닉스(analytic phonics), 어낼로지 파닉스(analogy phonics), 임베디드 파닉스(embedded phonics) 등이 있다.

## 기본 규칙

#### 알파벳의 원칙
언어학적 관점에서는, 영어의 철자법은 《알파벳 원칙》(Alphabetic Principles)」에 근거한다.즉, 알파벳의 표기체계에 대해 문자는 발음을 적기 위해서 이용된다. 예를 들면 단어 cat는 음소(낱소리) /k/, /æ/, /t/를 각각 나타내는 문자 c, a, t 로 기록된다.
스페인어 등의 몇몇 알파벳 언어의 철자법에서는 발음과 문자의 패턴이 거의 일대일로 대응하기 때문에, 발음하는 것이 비교적 쉽다. 그에 대한 영어에서는 철자의 패턴은 일정한 규칙에 따르지만, 어느 발음도 몇 개의 다른 문자군으로 표시될 수 있기 때문에, 표기 체계는 복잡하다. 결과적으로 영어 철자의 패턴은 다양한 형식을 가진다. 예를 들면, 문자 패턴 ee는 대부분의 경우 음소 /i/ 에 대응한다. 그러나 그 음소는 문자 y에서도 동일하게 나타난다. 같은 문자군 ough는 enough 의 /f/, though 의 /o/, through 의 /u/, cough 의 /f/, bough 의 /a/ 등, 나타나는 단어에 따라서 다른 발음으로 대응한다.
비록 철자의 패턴이 일정하지는 않지만, 영어 철자법에 대해 음절구조, 음성학, 악센트를 고려하면, 75%이상의 신뢰할 수 있는 규칙군이 존재한다.
아래는 파닉스 패턴의 예를 나타낸다.

#### 모음의 파닉스 패턴
- 단모음은 다섯 종류의 단문자 a, e, i, o, u로 표시되는 모음으로, 발음은 각각 cat의 /æ/, bet 의 /ɛ/, sit 의 /ɪ/, hot의 [ɒ], cup의 /ʌ/이다. 단모음은 실제로 단시간에 발음되는 것을 의미하지 않고, 습관적인 명칭이다.

- 장모음은 단문자 모음의 문자명과 같다. 예를 들면 baby의 /eɪ/, meter의 /i:/, tiny의 /aɪ/, broken의 /oʊ/, humor의 /ju:/이다. 여기서 장모음이라고 하는 명칭으로 교육학적 관점이며, 음성학에서 말하는 것과는 개념이 다르다.

- 슈와(schwa)는 대부분의 단문자모음이 들어맞는 발음이다. 예를 들면 lesson 의 o 등, 강조되지 않는 발음에 나타나는 구별할 수 없는 모음으로, 발음 기호 /ə/ 로 나타내진다. 슈와는 이해가 어렵기 때문에 영미의 초등학교에서는 반드시 가르쳐야 하는 것은 아니다. 그러나 일부의 교육자는 슈와는 영단어를 읽는데 있어서 중요하기 때문에 초급 리딩 교육에 포함되어야 한다고 주장하고 있다.

- 폐음절(Closed syllables)은 모음 한 문자에 자음이 계속되는 음절이다. 단어 button의 음절은 한 문자의 모음에 자음이 계속 되기 때문에 폐음절이다. 따라서, 문자 u'는 짧은 발음 /ʌ/가 된다(두 번째 음절의 o는 강세를 받지 않기 때문에 /ə/ 라고 발음된다).

- 개음절(Open syllables)은 모음으로 끝나는 음절이다. 그 마지막 모음은 장모음으로서 발음된다. 단어 basin 에서는 ba- 가 개모음이며, /beɪ/ 라고 발음된다.

- 이중모음(Diphthongs)은 서로 이웃한 두 모음이 조합되어 발음되는 음성학적 요소이다. 영어에서는 이중모음이 있는 단어로 cow의 /aʊ/ 나 boil의 /ɔɪ/ 등을 들 수 있다. 장모음 중 /eɪ/, /aɪ/, /oʊ/, /ju/ 4개는 이중모음이기도 하다.

- 모음이중음자(Vowel digraphs)는 모음을 나타내는데 두 문자가 사용되는 철자 패턴이다. 예를 들면 sail의 ai 등이다. 이 sail의 예와 같이 이중음자의 처음 모음은 장모음으로서 발음되기도 하고, 그렇지 않은 경우도 있다. 예를 들어 au를 /ɔ/라고 발음하는 경우나, oo를 /u:/ 또는 /ʊ/라고 발음하는 경우도 있다.

- 모음-자음-E(Vowel-consonant-E)는 한 문자의 모음이 자음 한 문자(+"th")를 사이에 두고 이어지는 e에 의해서 장모음화 되는 패턴이다. 예를 들면 bake, theme, hike, cone, cute 등을 들 수 있다(e에 의한 장모음화는 theme, them, cute와 cut 등의 발음을 각각 비교하면 잘 안다). 단어 meet 등에 표기되는 ee는 이 패턴의 일종이라고 볼 수 있다.

#### 자음의 파닉스 패턴
- 자음이중음자는 자음의 음소가 두 문자로 나타나는 것이다. 일반적인 예로는 ch는 //tʃ/로 발음되며, ng는 /ŋ/으로, ph는 /f/로, sh는 /ʃ/로, th는 /θ/ 나 /ð/로, wh는 /ʍ/(미국 영어에서는 자주 /w/ )로 나타내는 경우를 들 수 있다. 표기 wr은 /r/로 나타내는 경우나, kn가 /n/로 나타내는 경우 등도 (무음 문자를 포함한 패턴) 자음이중음자에 포함된다.

- 단모음＋자음의 예로는 peek의 /k/, stage의 /dʒ/, speech의 /tʃ/ 등이 있다. 이러한 발음은 각각, 단어 끝의 발음을 나타내는데 두 가지 방법의 표기법이 있다. 즉, 발음 /k/ 는 ck 또는 k로, /dʒ/는 dge 또는 ge로, /tʃ/ 는 tch 또는 ch로 쓰일 수 있다. 이것들 끝 자의 발음을 어떻게 표기할지는 선행하는 모음의 타입에 의해서 결정된다. 선행모음이 단모음인 경우는 상기 중 앞의 경우처럼 표기가 된다. 예를 들면, pick, judge, match 등이다. 반대로, 선행모음이 단모음이 아닌 경우에는 took, barge, launch 등과 같이 후자와 같이 표기된다.